# Pakowki Lake
Pakowki Lake är en sjö i Kanada.   Den ligger i provinsen Alberta, i den södra delen av landet, 2 700 km väster om huvudstaden Ottawa. Pakowki Lake ligger 853 meter över havet. Arean är 76 kvadratkilometer. Den sträcker sig 18,2 kilometer i nord-sydlig riktning, och 8,9 kilometer i öst-västlig riktning.
Trakten runt Pakowki Lake består i huvudsak av gräsmarker. Trakten runt Pakowki Lake är nära nog obefolkad, med mindre än två invånare per kvadratkilometer.